# Pieczarka brązowoplamista

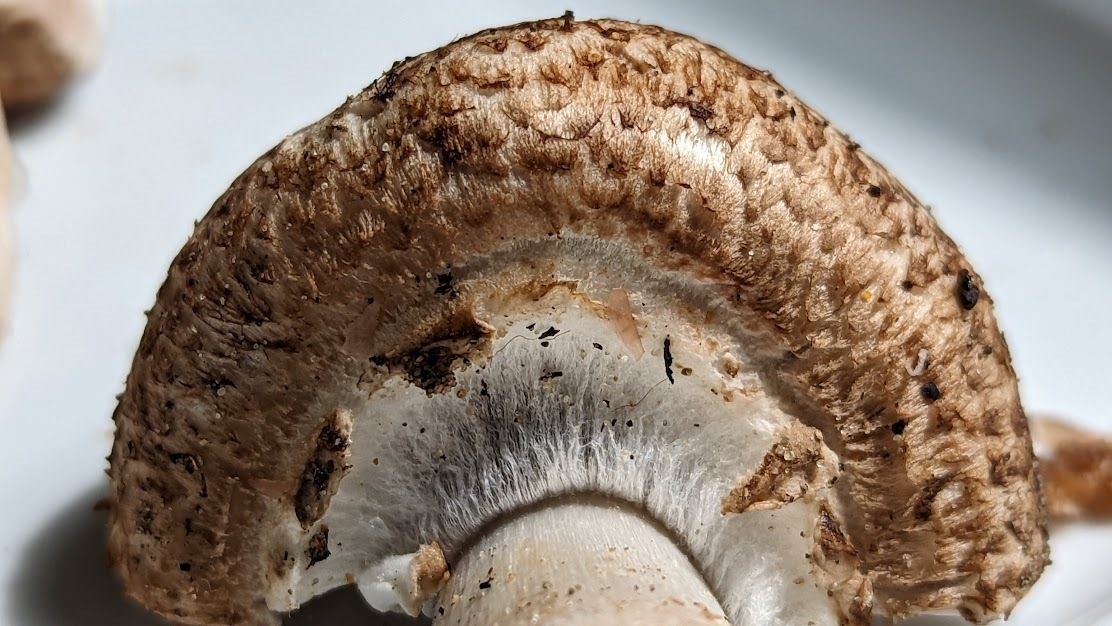

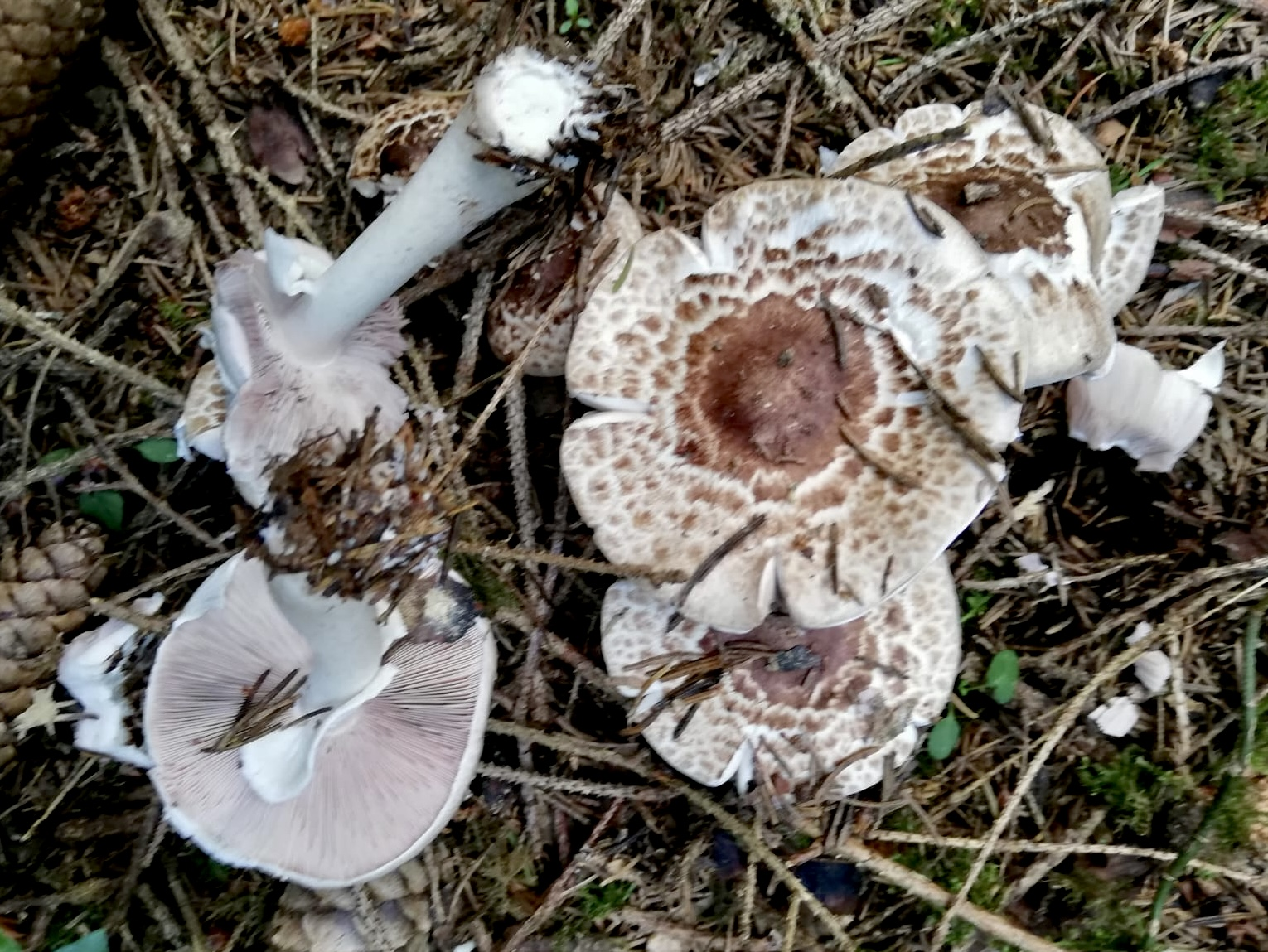

Pieczarka brązowoplamista (Agaricus impudicus (Rea) Pilát) – gatunek grzybów z rodziny pieczarkowatych (Agaricaceae).

## Systematyka i nazewnictwo
Klasyfikacja według Index Fungorum: Agaricus, Agaricaceae, Agaricales, Agaricomycetidae, Agaricomycetes, Agaricomycotina, Basidiomycota, Fungi.
Po raz pierwszy opisał go w 1932 r. Carleton Rea, nadając mu nazwę Psalliota impudica. W 1951 r. Albert Pilát przeniósł go do rodzaju Agaricus. Ma 8 synonimów. Niektóre z nich:
- Agaricus koelerionis (Bon) Bon 1980
- Agaricus reae Bon 1981
- Agaricus variegatus (F.H. Møller) Pilát 1951[2].

Polską nazwę zarekomendowała Komisja ds. Polskiego Nazewnictwa Grzybów Polskiego Towarzystwa Mykologicznego w 2025 r. Wcześniej opisywano go też pod nazwą pieczarka lubieżna.

## Morfologia
Kapelusz
Średnica 5–7 cm, płasko-wypukły do płaskiego, z lekko wklęsłym, małym garbkiem. Powierzchnia pokryta drobnymi, czerwono-brązowymi, promieniście ułożonymi włókienkami, które z wiekiem ciemnieją i mają lekko koncentryczny układ.
Blaszki
Wolne, dość gęste, początkowo szarawo-różowe, potem ciemniejące, fioletowosepiowe.
Trzon
Wysokość 6–8 cm, grubość 0,7–1 cm, cylindryczny, górą nieco cieńszy, podstawa z niewielką, obrzeżoną bulwą. Powierzchnia biała, wełnista, poniżej pierścienia naga.
Miąższ
Biały, nie zmieniający barwy po uszkodzeniu, lub bardzo lekko brązowiący w trzonie. Zapach: słaby, grzybowy, ale z wyraźnym składnikiem kwiatowo-owocowym.
Cechy mikroskopowe
Podstawki 20–24 × 6–8 µm, maczugowate. Sterygmy 2–2,5 × 11 µm. Cheilocystydy 20–30 × 10–17 µm, pęcherzykowate. Bazydiospory 4,7–5-5,5 × 3–3,5 µm, jasnobrązowe, jajowate lub jajowate, elipsoidalne, na wierzchołkach z i 1–2 gutulami załamującymi światło.

## Występowanie i siedlisko
Podano występowanie Agaricus impudicus w Europie i w pojedynczych regionach Ameryki Środkowej, Południowej, Australii i na Nowej Zelandii. W wykazie wielkoowocnikowych podstawczaków Polski brak tego gatunku, ale jego stanowiska podano w latach późniejszych. Aktualne stanowiska podaje także internetowy atlas grzybów. Znajduje się w nim na liście gatunków zagrożonych i wartych objęcia ochroną.
Naziemny grzyb saprotroficzny. Rośnie na gołej glebie i ściółce, na różnego rodzaju resztkach roślinnych.